# Historia de Patras

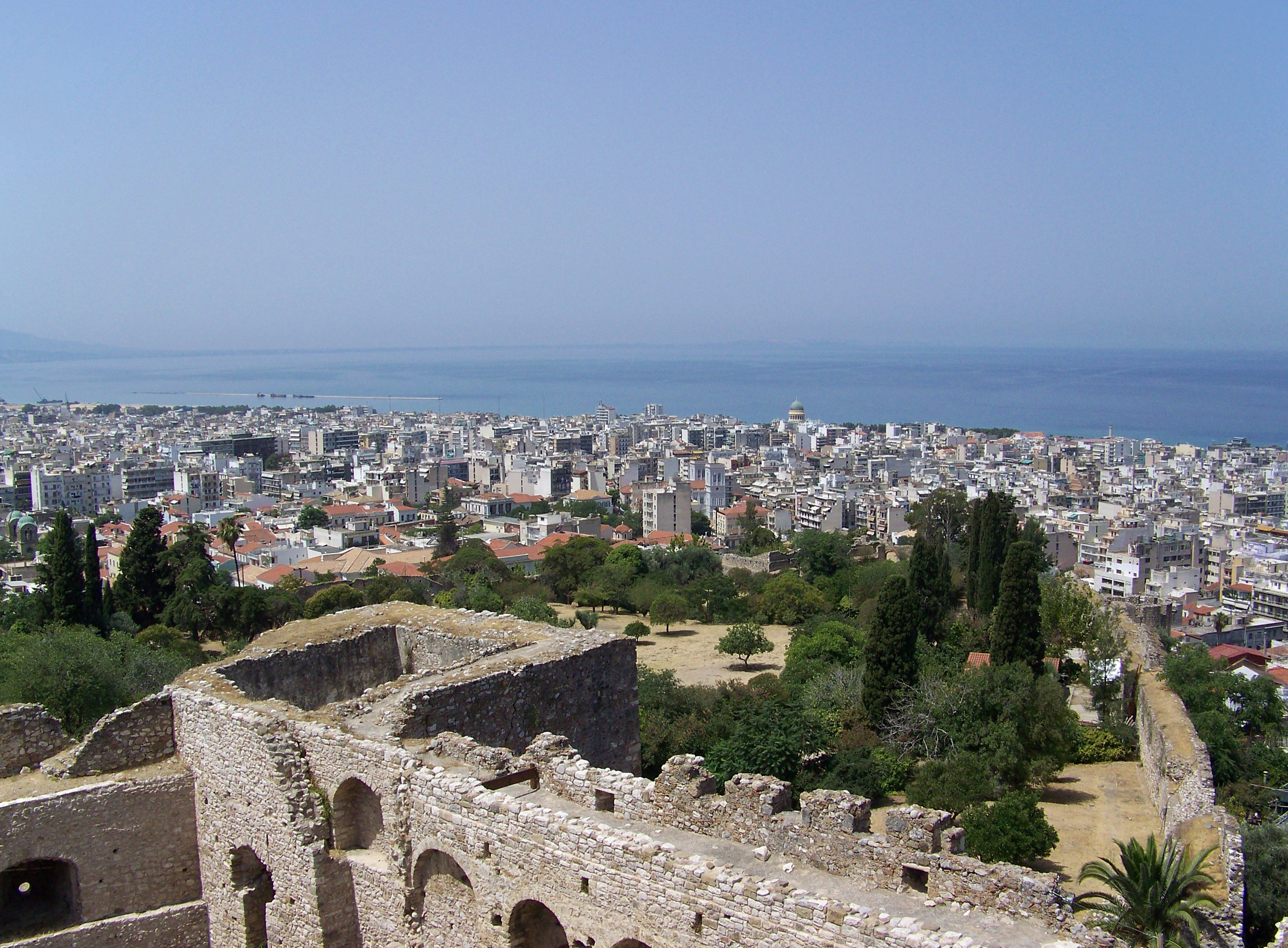
Vista de la ciudad desde su fortaleza, núcleo primitivo de ella donde se han sobrepuesto construcciones civiles y defensivas a lo largo de los siglos.

La ciudad actual griega de Patras tiene una pasado de cierta envergadura que empieza desde la primera ocupación de su región durante el neolítico. A continuación vivió distintas etapas, surgiendo como ciudad importante en los albores y durante la dominación romana de Grecia. Pasó por las manos de multitudes de conquistadores, como los bizantinos, eslavos, cruzados, venecianos y otomanos para acabar siendo una de las ciudades más pobladas de la Grecia moderna.

## Patras en la Antigüedad
Los primeros vestigios de ocupación del territorio datan de mediados del tercer milenio a. C. En sus proximidades se encuentra el yacimiento micénico de Vunteni, que contiene restos de un asentamiento y tumbas que pertenecen a un periodo que abarca desde el 1500 al 1000 a. C. El mito fundacional de Patras como núcleo urbano narrado por Pausanias se refiere a su creación como resultado de la unión de tres pequeños pueblos jonios, Ároe (Αρόη), Antea (Ανθεία) y Mesatis (Μεσάτις) que habían sido construidos por Eumelo y Triptolemo antes de que fueran conquistadas por los aqueos. Su líder, Pátreo (Πατρέας), fortaleció la muralla de Ároe y creó el primer núcleo organizado integrando los otros dos pueblos. Estrabón, en cambio, dice que Patras se había originado como ciudad tras la unión de siete comunidades. Se considera que Ároe se situaba en lo que hoy en día es el castillo de Patras. Evitó caer bajo la dominación dórica aunque algunas epígrafes han probado que el dialecto local fue influenciado por el dórico.
La ciudad se consolidó como tal en mediados del siglo V a. C. La primera referencia histórica de Patras aparece en Heródoto. Tucídides se referirá a la participación de la ciudad en la guerra del Peloponeso siendo ella la única de las ciudades aqueas que estuvo al lado de Atenas. Durante la guerra, en 419 a. C., Alcibíades convenció a los ciudadanos patrenses conectar la ciudad y su puerto por unas murallas (véase Muros Largos) al estilo ateniense, pero acudieron tropas de Sición, Corinto y otras ciudades a las que perjudicaba esta obra e impidieron que pudiera llevarse a cabo.
A la muerte de Alejandro Magno, la ciudad pasó a manos de Casandro, pero sus fuerzas fueron expulsadas por Aristodemo, general de Antígono I Monoftalmos, en 314 a. C.
En la olimpiada 124ª (284-281 a. C.), Patras y Dime fueron las dos primeras ciudades en expulsar a los macedonios, y su ejemplo fue seguido por Tritea (Τριταία) y Faras (Φαραί), y las cuatro ciudades reconstituyeron la Liga Aquea. En 279 a. C., Patras envió ayuda a los etolios cuando su país fue invadido por los galos. Como fueron derrotados, la pobreza los obligó a establecerse en el campo para trabajar así que edificaron en los alrededores de Patras las aldeas de Mesatis, Antea, Boline, Argira y Arba.
En la Guerra Social (220–217 a. C.) Filipo V de Macedonia desembarcó en este puerto en su expedición al Peloponeso. En la guerra entre romanos y aqueos, la ciudad sufrió mucho y quedó parcialmente despoblada. La destrucción de Corinto en 146 a. C. y la decaída de Dime y Egio la convirtieron en un centro de cierta importancia para el cada vez más creciente contacto con el mundo romano.

## La colonia romana
Después de la batalla de Farsalia, en 48 a. C., fue ocupada por Catón, pero se rindió a Calenus, lugarteniente de Julio César. Marco Antonio pasó allí el invierno del 32-31 a. C. preparando la guerra contra Augusto. Justo antes de la batalla de Accio fue conquistada por Marco Vipsanio Agripa.
Después de Accio, Augusto decidió establecer allí una colonia enviando a los soldados veteranos de la Legio XII Fulminata y de la Legio X Equestris. Volvieron a habitar Patras los habitantes de las aldeas cercanas así como los de la ciudad de Ripes, que Augusto había destruido. Además, los territorios de Faras, Dime, Tritea e incluso de las ciudades de Lócrida Ozolia con la excepción de Anfisa pasaron a depender de Patras, y su territorio se llamó Colonia Augusta Achaica Patrensis (CAAP). Se creó así una de las colonias más importantes de la Grecia romana. Los edificios principales que reflejan este hecho fueron construidos a lo largo de la dominación romana como fruto de donaciones de emperadores o de benefactores locales. 

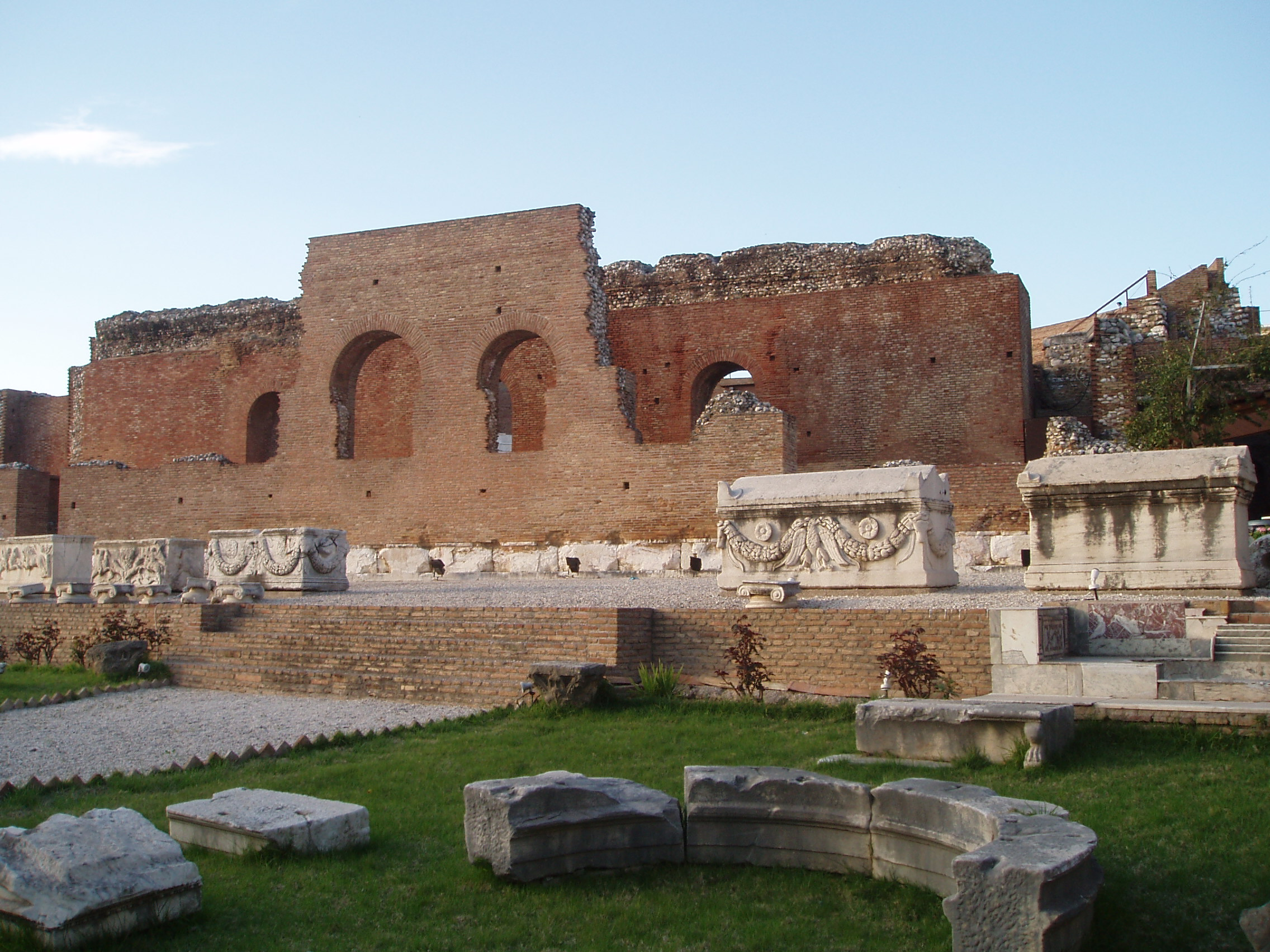
El odeón de Patras, todavía en uso.

Pausanias ubica en Patras santuarios y recintos sagrados dedicados a Apolo, Artemisa, Poseidón, Zeus, Atenea, Afrodita, Dindímene, Némesis, Serapis, Asclepio y Dioniso además de un santuario oracular de Deméter. Destaca la celebración de la fiesta Lafria en honor de Artemisa y el odeón, al que califica como el más hermoso de Grecia junto al de Atenas. También dice que en su tiempo las mujeres doblaban en número a los hombres y que en su mayoría vivían de tejer un material producido en Élide al que llamaba βύσσος.
De los edificios de la época se conserva el odeón, construido en 160, con una capacidad de 3.000 espectadores, el acueducto, el teatro y un puente.

## Bajo el cristianismo y el imperio bizantino
Según la tradición, después de Pentecostés, el apóstol Andrés predicó el evangelio en Asia Menor y en Grecia, y sufrió el martirio en Patras, donde fue crucificado en una cruz en forma de aspa.
En 347 se estableció un arzobispado en Patras en el concilio de Sardica, segundo en importancia en la provincia de Acaya después del de Corinto (capital del thema de Ilirikon). En el siglo VI (551) fue destruida por un terremoto. Las incursiones de los eslavos a finales del siglo VI empezaron una larga historia de convivencia de los locales con las tribus eslavas que fluctuaban entre la paz y la guerra, como se comprueba por el asedio de la ciudad por los eslavos en 807.

## Después de 1204
A partir de 1205 fue designada sede de una señoría del principado latino de Acaya. La ciudad fue la capital del principado y el arzobispo el primado. En 1387 la señoría fue capturada inesperadamente por Juan Fernández de Heredia, gran maestro de los Caballeros Hospitalarios de Rodas que quería apoderarse de Acaya, pero fue evacuada.
Centurión II Zaccaria, nieto de Andrónico Asen, déspota del Epiro, a la muerte de su tío en 1402, logró la regencia de los hijos menores de Andrónico, pero usurpó la corona y se casó con una princesa de los Tocco, que dominaban Léucade y Cefalonia y el Epiro. En 1406 se rebeló el heredero legítimo Stefano Zaccaria y tuvo el apoyo de Carlos I Tocco (cuñado de Centurión) y del déspota Teodoro II Paleólogo, pero no resistió. En 1408 Leonardo I Tocco, hermano de Carlos I y señor de Zante, ocupó Clarenza, el principal puerto de Centurión en Acaya. Centurión hubo de ceder Patras y su baronía por cinco años a Venecia a cambio de dinero.
Con la ayuda de los genoveses de Quíos, de mercenarios albaneses, y de los venecianos, Centurión pudo recuperar Clarenza el 12 de julio de 1414. Para asegurar su futuro ofreció a los Giustiniani de Quíos el control de los puertos de Clarenza y de Navarino (actual Pilos), pero Génova no pudo negociar por la presión de los catalanes y del duque de Milán. En cambio, provocó la hostilidad imperial que en mayo de 1416 invadió el Peloponeso y ocupó Mesenia y Élide y Centurión fue asediado en Clarenza y se hubo de retirar por mar (1418).
Patras también fue amenazada por los bizantinos, pero finalmente se acordó una tregua que duró dos años. En 1429, los bizantinos ocuparon Clarenza y Patras y solo quedó el castillo de Kalandritsa y algún otro aliado, que también se rindieron. Se le permitió la conservación de la baronía de Arcadia, pero el resto lo cedió como dote a la hija Caterina que se casaba con el emperador Tomás Paleólogo. Centurión II se retiró a su castillo de Arcadia, donde murió en 1432. Con él acabó el dominio latino en el Peloponeso. Tomás Paleólogo hizo encarcelar a la viuda de Centurión y a un hijo ilegítimo, de nombre Juan Asen. Constantino y Teodoro Paleólogo, déspotas de Mistra, fueron los herederos.

## Período otomano
Fue conquistada por los otomanos en 1446. En 1458 tomó el nombre de Baliabadra (del griego Παλαιά Πάτρα, Antigua Patras, en oposición a Νέα Πάτρα, Nueva Patras). Los venecianos la recuperaron en 1553, pero los otomanos la volvieron a recuperar poco después. 
El 7 de octubre de 1571 otomanos y cristianos se enfrentaron en el golfo de Patras en la batalla de Lepanto y aunque los turcos fueron derrotados, la ciudad no fue ocupada; la ciudad se rebeló bajo la dirección de cinco de los ancianos de la ciudad y del metropolitano Germanos I (1561-1572), pero la rebelión fue aplastada. En 1687 los venecianos la ocuparon, pero la hubieron de devolver con la paz de 1714 con el resto de Morea (Peloponeso).

## En la moderna República Helénica
Fue la primera ciudad en rebelarse el 25 de marzo de 1821 bajo la dirección del arzobispo de la ciudad, Germanos, miembro de la Filiki Eteria, pero los turcos conservaron la ciudadela hasta 1828. Desde entonces es parte de Grecia.